# Chavínda
Chavínda är en kommunhuvudort i Mexiko.   Den ligger i kommunen Chavinda och delstaten Michoacán de Ocampo, i den centrala delen av landet, 400 km väster om huvudstaden Mexico City. Chavínda ligger 1 572 meter över havet och antalet invånare är 6 841.
Terrängen runt Chavínda är huvudsakligen kuperad, men åt nordost är den platt. Runt Chavínda är det ganska tätbefolkat, med 83 invånare per kvadratkilometer. Närmaste större samhälle är Zamora, 18,5 km öster om Chavínda. I omgivningarna runt Chavínda växer huvudsakligen savannskog.